# Mannish Boy
Mannish Boy (ibland stavad Manish Boy) är en blueslåt lanserad som singel av Muddy Waters 1955 på Chess Records. Låten var en svarslåt på Bo Diddleys "I'm a Man", som i sin tur var inspirerad av Muddy Waters och Willie Dixons "Hoochie Coochie Man". Muddy Waters spelade senare in nya versioner av låten till albumen Electric Mud (1968) och Hard Again (1977). Han framförde även låten på The Bands avskedskonsert The Last Waltz och inspelningen finns med på soundtracket från filmen.
Låten finns med på Rock and Roll Hall of Fames lista "500 låtar som skapade rock'n'roll". När magasinet Rolling Stone släppte listan The 500 Greatest Songs of All Time hamnade låten på plats #229. Den har även varit med i ett antal filmer så som Föräldrafritt (1983), The Long Kiss Goodnight (1994), Skuggor från det förflutna (1996) och Definitely, Maybe (2008).

## Listplaceringar
- Billboard R&B Singles, USA: #5[1]
- UK Singles Charts, Storbritannien: #51 (1988)[2]